# فوم‌های پلیمری
فوم‌های پلیمری یا پلیمرهای سلولی یا منبسط شده نقش مهمی در زندگی روزمره داشته‌اند. به دلیل ویژگی‌های خاص خود، برای بسیاری از کاربردهای صنعتی و خانگی جذاب شدند. مهم‌ترین ویژگیهای فوم‌های پلیمری وزن سبک و خاصیت عایق حرارتی مناسب است. از دیگر مزایای آن مقاومت نسبتاً بالا در واحد وزن و ثابت دی الکتریک پایین‌تر در مقایسه با پلیمرهای جامد است.

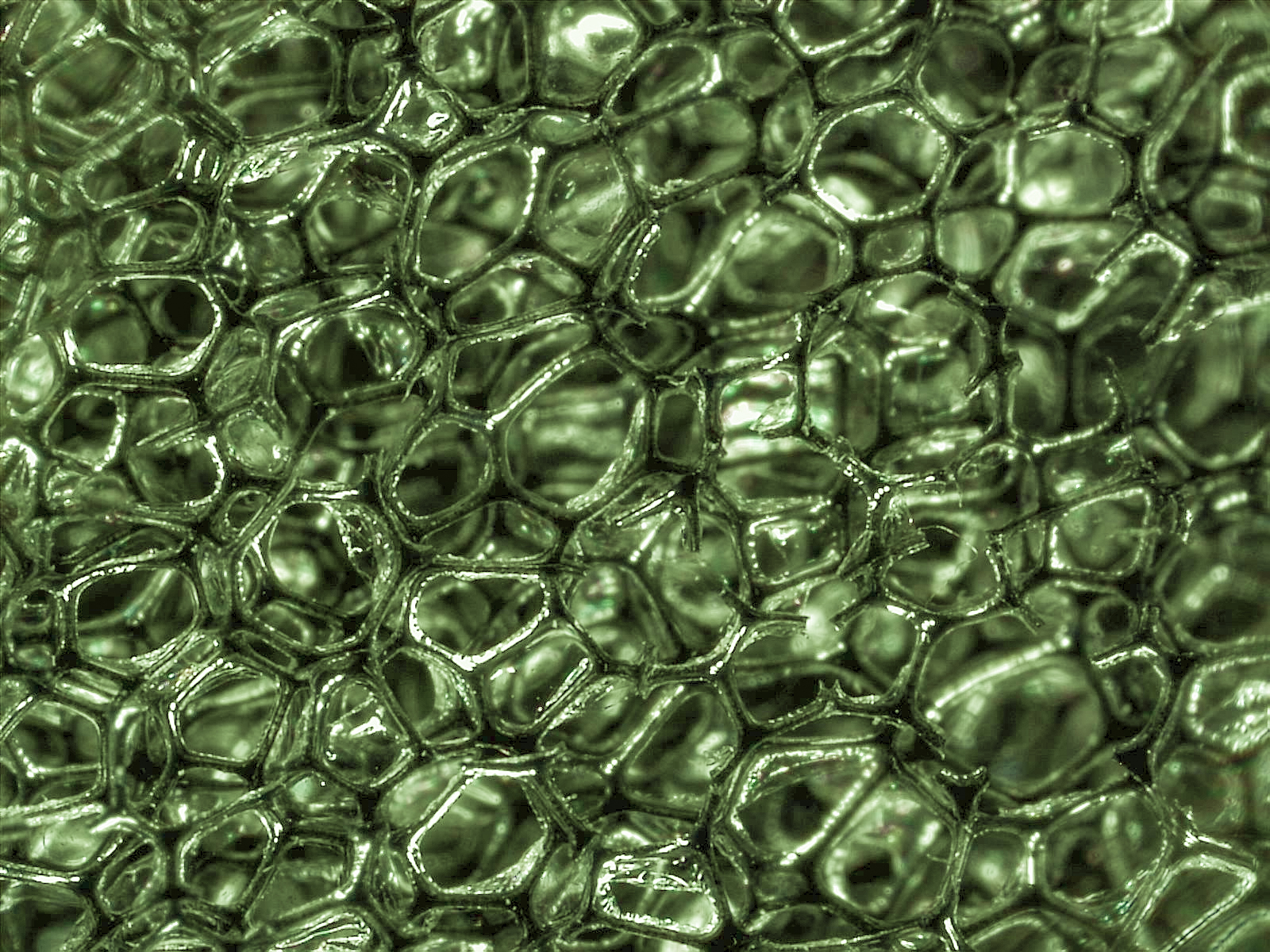
فوم پلیمری جامد برای بسته‌بندی در زیر میکروسکوپ نوری.

فوم پلیمری فومی است، به صورت مایع یا جامد، تشکیل شده از پلیمرها.
مثال‌ها عبارتند از:
- فوم اتیلن-وینیل استات (EVA)، کوپلیمرهای اتیلن و استات وینیل. همچنین به عنوان استات پلی اتیلن-وینیل (PEVA) نامیده می‌شود.
- فوم پلی اتیلن با چگالی کم (LDPE)، درجه یک پلی اتیلن (PE)
- فوم لاستیک نیتریل (NBR)، کوپلیمرهای اکریلونیتریل (ACN) و بوتادین
- فوم پلی کلروپرن یا نئوپرن
- فوم پلی آیمید
- فوم پلی پروپیلن (PP)، شامل پلی پروپیلن منبسط شده (EPP) و کاغذ پلی پروپیلن (PPP)
- فوم پلی استایرن (PS)، شامل پلی استایرن منبسط شده (EPS)، فوم پلی استایرن اکسترود شده (XPS) و گاهی اوقات کاغذ پلی استایرن (PSP)
  - فوم، از جمله کف پلی استایرن اکسترود شده (XPS) و گاهی پلی استایرن منبسط شده (EPS)
- فوم پلی اورتان (PU)
  - پلی اورتان با مقاومت کم LRPu
  - فوم حافظه
  - سوربوتان
- فوم پلی اتیلن، همان‌طور که در میله PEF استفاده می‌شود
- فوم پلی وینیل کلراید (PVC)
  - فوم پی وی سی سلول بسته
- فوم سیلیکونی
- فوم میکروسلولار

پیوند=https://pl.wikipedia.org/wiki/Plik:Styropian.JPG|بندانگشتی|250x250پیکسل|استایروفوم - ظاهر ماکروسکوپی

## تاریخچه
فوم‌های پلیمری برای اولین بار در دهه های۱۹۳۰–۱۹۴۰ ساخته شدند و پلی استایرن فوم دار اولین فوم پلیمری در سال ۱۹۳۱ بود. پلی اورتان در ابتدای جنگ جهانی دوم توسط دکتر اوتو بایر اختراع شد. این ماده ابتدا به عنوان جایگزینی برای لاستیک مورد استفاده قرار گرفت و همچنین به عنوان پوششی برای محافظت از سایر مواد رایج آن زمان مانند فلزات و چوب استفاده شد. چند سال پس از جنگ، فوم پلی اورتان انعطاف‌پذیر اختراع شد و اولین بار بود که برای بالشتک سازی در مبلمان و صنعت خودرو مورد استفاده قرار گرفت. دو دهه پس از آن، فومهای پلیمری به عنوان توسعه فن آوری‌های جدید، با معرفی روش‌هایی مانند قالب‌گیری تزریقی، پیچ دوتایی برای فوم و چندین روش اکستروژن، به‌طور گسترده‌ای مورد استفاده قرار گرفت.

## رفتار مکانیکی فوم‌ها و کاربرد آن
فوم‌های پلیمری دسته بسیار مفیدی از مواد مهندسی را ایجاد می‌کنند. آنها را می‌توان به آسانی در اشکال مختلف ساختاری با طیف گسترده‌ای از روش‌ها با استفاده از عوامل دمنده فیزیکی یا شیمیایی تولید کرد. اکثر رزین‌های ترموپلاستیک و ترموستات می‌توانند فوم شوند. خصوصیات یک فوم تابعی از اول مشخصات پلیمر جامد، دوم چگالی نسبی فوم است؛ یعنی نسبت تراکم فوم به تراکم پلیمر جامد تشکیل دهنده دیواره‌های سلول (ρ / ρs)، و سوم شکل و اندازه سلولها است.
تراکم نسبی از اهمیت ویژه ای برخوردار است. دامنه وسیعی قابل دستیابی است (به‌طور معمول ۰٫۰۵–۰٫۲). فوم‌های پلیمری غالباً ناهمسانگرد هستند.
به‌طور کلی، دو نوع ساختار اصلی موجود است: فوم‌های سلول باز و فوم‌های سلول بسته. بین این دو حد ساختاری انبوهی از اشکال میانی نهفته‌است.
در مورد کلاه ایمنی، توانایی فوم بوش برای کاهش بارگذاری شوک اساساً به رفتار فشرده سازی آن بستگی دارد. در ابتدا، تحت تنش فشاری، با خم شدن یا کشش دیواره‌های سلول، فوم‌های پلیمری به صورت کششی و خطی تغییر شکل می‌دهند. با افزایش بیشتر استرس، دیواره‌های سلول مانند ستون‌های بیش از حد سنگین می‌شوند و فرو می‌ریزند. در مرحله دوم، جذب انرژی بسیار بارزتر است و بسته به پلیمر خاص، تغییر شکل می‌تواند الاستیک یا پلاستیک باشد. اگر سلولها از نوع بسته باشند، فشرده سازی هوای موجود سهم بیشتری و قابل توجهی در جذب انرژی دارد. در نهایت با متراکم شدن فوم، دیواره‌های سلول لمس می‌شوند و استرس به شدت افزایش می‌یابد. این وضعیت زمانی اتفاق می‌افتد که یک آستر با ضخامت ناکافی در برابر پوسته کلاه ایمنی «از پایین» خارج شود. طراحی آستر کلاه ایمنی باید جذب انرژی مورد نظر را بدون «ته کشیدن» فراهم کند و در عین حال تنش‌های اوج را زیر حد مجاز نگه دارد.
برخی از ساختارهای پلیمری می‌توانند شکل اصلی خود را از طریق ویسکولاستیک بازیابی کرده و در برابر تعدادی از اثرات سنگین مقاومت کنند. با دیگران، یک ضربه می‌تواند باعث آسیب دائمی به ساختار سلول شود، به عنوان مثال PS گسترده شده پس از برخورد جدی، کلاه ایمنی با این نوع آستر باید از بین برود. اگرچه این الزام در برخی از فعالیت‌های ورزشی غیرقابل عملی است، مواردی وجود دارد که آسترهای PS یک ضربه ای کافی ارزیابی می‌شوند.
خواص مکانیکی و ساختاری
همراه با عملکرد برتر عایق، فوم‌های سفت و سخت PU همچنین به دلیل ترکیب مقاومت مکانیکی ذاتی فوم پلیمری و اتصال چسبنده خودکار به رویه‌ها و مواد آستری که به عنوان عناصر ساختاری برای انتها استفاده می‌شوند، سهم قابل توجهی در مقاومت ساختاری دارند.
کاربرد
رفتار استحکام فوم‌های ترموست سفت و سخت در درجه اول تابعی از تراکم است. چگالی فوم به‌طور کلی برای یک کاربرد خاص بهینه شده‌است، و متعادل کننده مقاومت مکانیکی با مبادلات وزن، هزینه و تا حدی نیز در عایق حرارتی است. طراحی شبکه پلیمری نیز مهم است. به‌طور کلی پلیمرهای با پیوند بسیار زیاد با مقاومت فشاری بالاتر مشخص می‌شوند. از طرف دیگر، تراکم پیوند عرضی بیش از حد ممکن است منجر به شکنندگی بیشتر شود، در نتیجه برخی از خواص خمشی یا اتصال به مواد روبرو را از بین می‌برد. اتصال متقاطع، بسته به تراکم فوم، برای مقاومت در برابر تمایل به کوچک شدن هنگامی که فوم دچار افت فشار گاز سلول می‌شود، زیرا فوم تحت درجه حرارت سرد قرار می‌گیرد. برای عایق بندی یخچال فریزر، تراکم فوم معمولاً بین ۳۲ تا ۳۵ کیلوگرم در متر مکعب، برای تخته‌های عایق بین ۳۰ تا ۳۵ کیلوگرم در متر مکعب است. تراکم فوم در وسایل تجاری و آبگرمکن‌ها به‌طور عمده در نتیجه چندین فن آوری عامل دمنده به کار رفته بسیار متفاوت است. ساندویچ پانل‌های عایق صورت فولادی که به عنوان عناصر ساختمانی خود پشتیبانی می‌شوند، معمولاً با تراکم کف از ۳۶ تا ۴۵ کیلوگرم در متر مکعب تولید می‌شوند. نمونه‌هایی از کاربردهای چگالی بالاتر شامل عایق لوله گرمایش منطقه ای است که در آن تراکم در محدوده ۶۰–۸۰ کیلوگرم بر متر مکعب مشخص می‌شود. تراکم فوم محصولات عایق فنولیک معمولاً بین ۳۵ تا ۴۰ کیلوگرم در متر مکعب برای تخته‌های عایق حفره، بین ۵۵ تا ۶۰ کیلوگرم در متر مکعب برای کانال کشی پیش ساخته و تا ۱۲۰ کیلوگرم در متر مکعب برای تکیه گاه‌های لوله متغیر است.
بازیافت و بازیابی
بازیافت و بازیابی فوم‌های پلیمری برای پایداری طولانی مدت صنعت بسیار مهم است. با متنوع سازی محصولات فوم، روشهای جدیدی برای بازیافت و بازیابی فومها دائماً در حال ظهور هستند. روش‌های بازیافت را می‌توان در چهار دسته عمده طبقه‌بندی کرد، یعنی: بازیافت مکانیکی، بازیافت مواد شیمیایی، فرآوری ترموشیمیایی و بازیابی انرژی.
بازیافت مکانیکی فوم‌های سفت و سخت و کامپوزیت‌ها اغلب راه ترجیحی برای بدست آوردن این مواد برای استفاده مجدد است. بازیافت مکانیکی شامل تعدادی از فرآیندهای کاهش اندازه است که به دنبال فرآوری مجدد شکل دهی از طریق فرآیندهای تولید ثانویه، مانند قالب‌گیری فشرده سازی، تزریق پس از خرد کردن یا فرز انجام می‌شود. روشهای بازیافت شیمیایی شامل مسیرهای تجزیه شیمیایی است از جمله هیدرولیز، گلیکولیز، الکل، تجزیه، هیدروگلیکولیز و آمینولیز به عنوان پایه مواد و روش‌ها.
فرآیندهای ترموشیمیایی بازیابی شامل تجزیه در اثر حرارت، گازدهی و هیدروژناسیون است که برای پردازش نیاز به سرمایه‌گذاری و انرژی بالایی دارند. روش اصلی تجزیه مواد کف به گاز و روغن برای مصارف ثانویه است. بازیابی انرژی گروهی از فرایندها است که با احتراق یا سوزاندن فوم‌ها در فقدان سود قابل درک یا بازار نهایی تشکیل می‌شود.